# E. T. Klassen
Elmer T. Klassen, vollständig Elmer Ted Klassen (* 6. November 1908 in Hillsboro, Marion County, Kansas; † 6. März 1990 in Palm Harbor, Florida) war ein US-amerikanischer Geschäftsmann, der zwischen 1972 und 1975 das Amt des United States Postmaster General ausübte.
Der in Kalifornien aufgewachsene Klassen, der nie ein College besuchte, begann nach seinem High-School-Abschluss als Botenjunge für die Niederlassung der American Can Corporation in San Francisco zu arbeiten. Er stieg in dem Unternehmen, das Konservendosen herstellte, kontinuierlich auf und wurde am 28. April 1965 schließlich dessen Präsident. 1968 legte er diesen Posten nach einem Streit mit dem Chairman der Firma unerwartet nieder.
1969 trat Klassen in die Dienste des United States Postal Service. Bis 1971 fungierte er als Deputy Postmaster General und damit als Stellvertreter von Winton M. Blount. Er spielte eine wichtige Rolle bei der Umsetzung des Postal Reorganization Act von 1970, der vorsah, das Postministerium in eine Unabhängige Bundesbehörde umzuwandeln. Im Juli 1971 schloss er als Vertreter des Postal Service einen Tarifvertrag mit sieben Postgewerkschaften ab, die rund 600.000 Angestellte vertraten.
Im selben Jahr wurde er der erste Postmaster General, der nicht mehr vom US-Präsidenten, sondern vom Postal Service's Board of Governors berufen wurde. Er übte dieses Amt vom 1. Januar 1972 bis zum 16. Februar 1975 aus; danach ging er in den Ruhestand und zog nach Florida. Zu diesem Zeitpunkt mehrten sich allerdings auch schon kritische Stimmen aus der Politik über seine Amtsführung, die finanzielle und organisatorische Probleme betrafen.